# Brosso
Brosso és un comune (municipi) de la ciutat metropolitana de Torí, a la regió italiana del Piemont, situat a uns 50 quilòmetres al nord de Torí. A 1 de gener de 2019 la seva població era de 394 habitants.
Brosso limita amb els següents municipis: Tavagnasco, Traversella, Borgofranco d'Ivrea, Quassolo, Trausella, Meugliano, Lessolo i Vico Canavese.